# Inwazja na Algier (1830)
Inwazja na Algier, zwana również jako wyprawa do Algieru – kampania wojskowa pomiędzy Królestwem Francji a Królestwem Algieru od 14 czerwca do 5 lipca 1830 roku.

## Przyczyny
Zasadniczym powodem francuskiej wyprawy do Algieru była próba zwiększenia popularności rządów Juliusza de Polignaca przed zbliżającymi się wyborami do Parlamentu. Preludium do ataku była trwająca od 1827 roku francuska blokada portu w Algierze. Król Karol X podjął decyzje o jej wprowadzeniu po incydencie dyplomatycznym z 29 kwietnia 1827 roku, gdy dej Algieru Hussein Dey – rozzłoszczony francuską odmową spłacenia długów zaciągniętych przez Francję w 1799 roku – uderzył konsula francuskiego w Algierze Pierre’a Devala łapką na muchy. Konflikt pogłębił się w 1829 roku, gdy Algierczycy otworzyli ogień do jednego z francuskich okrętów.

## Wojna
Ogromna francuska flota pod dowództwem gen. Bourmonta licząca 38 tys. ludzi i dużo broni, wypłynęła z Tulonu 25 maja 1830 r. Cztery dni później ujrzano wybrzeża Afryki. Gwałtowny wiatr zmusił jednak okręty do powrotu na pełne morze i przegrupowania koło Balearów. Wylądowano w Sidi Ferruch dopiero 14 czerwca. 5 lipca Algier skapitulował, a kilka dni później dej Algieru Hussein Dey wraz ze swoją rodziną odpłyną do Neapolu.